# Kurzer Besuch bei Hermann Glöckner
Kurzer Besuch bei Hermann Glöckner ist ein Dokumentarfilm des DEFA-Studios für Dokumentarfilme von Jürgen Böttcher aus dem Jahr 1985.

## Handlung
Im Oktober 1984 schwenkt die Kamera vom Luisenhof über die im Nebel liegende Stadt Dresden und Jürgen Böttcher erklärt dem Zuschauer, dass hier im Januar 1889 der Maler Hermann Glöckner geboren wurde, der auch heute noch hier lebt und arbeitet. Nach Möglichkeit geht er noch täglich in sein Atelier und schafft neue Werke. So auch für die Dreharbeiten, bei denen er auf mehreren durchsichtigen Blättern des Formats DIN A1 Linien und Kurven zeichnet und diese dann übereinander hält, denn so einfach kann er mit seiner Kunst nicht abschließen. Das Zeichnen macht ihn frei und er kann jederzeit damit beginnen, denn das erforderliche Material liegt ständig auf dem Tisch parat.
Während des Gesprächs mit Jürgen Böttcher erzählt Hermann Glöckner, dass seine Eltern sehr einfache Leute waren. Er besuchte eine Volksschule, im letzten Schuljahr eine Dorfschule in Neukirch/Lausitz und anschließend eine Gewerbeschule in Leipzig. Hier wurde der Grundstein für sein Interesse an der Malerei gelegt, vor allen Dingen für die konstruktiven Sachen, denn die Fächer Geometrie und Projektionslehre lagen ihm besonders. Ursprünglich wollte er eigentlich, ebenso wie sein Vater, Schlosser werden, doch in Leipzig wurden die Weichen neu gestellt. Er absolvierte dann in Dresden eine Lehre als Musterzeichner in der Textilbranche und beschäftigte sich dort vorrangig mit dem Zeichnen von Gardinenmustern. Gleichzeitig besuchte er auf der Kunstgewerbeschule Abendkurse, wo er mit dem Zeichnen von Landschaften begann. Nach dem Abschluss der Lehre arbeitete er noch eine Zeit lang als Geselle in dem Betrieb und sparte einen großen Teil seines Gehalts, weil er versuchen wollte, an der Akademie zu studieren.
Dann erklärt er das Modell einer Plastik, die aus zwei verschiedenen Zonen an einem Mast besteht und deren Bewegung gegenläufig ist. Die fertige Plastik steht auf dem Gelände der Technischen Universität Dresden, für die es ein Wahrzeichen sein soll, da bei der Plastik die Technik eine herausragende Rolle spielt. Dann zeigt er noch ein weiteres Modell, welches aus gleich großen Teilen besteht, 20 Meter hoch werden sollte und mit einem Auto durchfahren werden könnte. Dafür ist jedoch noch keine Realisierung vorgesehen. Dann zeigt er eine technische Spielerei, die er aus Wäscheklammern gebaut hat, die weggeworfen werden sollten und die sich beim Drehen auf- und abwärts bewegen. Nun spricht Hermann Glöckner noch über einen wichtigen Abschnitt in seinem Schaffen. In den 1930er Jahren hat er etwa 150 Tafeln gestaltet, die aber nicht für die Wand gedacht waren, sondern in den Händen gehalten und betrachtet werden sollten, da sie erst hier ihre volle Wirkung entfalten.
Zum Schluss des Films erzählt Hermann Glöckner noch von der, in seinen Augen, wesentlichsten Ausstellung, die anlässlich seines 95. Geburtstages in Zusammenarbeit mit dem Verband Bildender Künstler der DDR im Dresdener Kupferstichkabinett gezeigt und besonders von der Jugend großartig aufgenommen wurde. Er vergisst nicht den Moment, als er in diesem Zusammenhang die Aula der Hochschule für Bildende Künste Dresden betrat, was ihn sehr bewegt hat. Er sieht darin die Erfüllung seines Lebensziels verwirklicht. Zum Abschluss möchte er noch feststellen, dass er die Bezeichnung Konstruktivist, als der er immer bezeichnet wird, nicht ganz richtig findet. Dafür empfindet er sich als zu vielseitig, was ihn allerdings immer bedrückt hatte, bis er erkannte, dass es ein beglückender Reichtum ist, auch das Informelle mit seiner Kunst zu vermitteln.

## Produktion und Veröffentlichung
Eine erste Aufführung des von der Künstlerischen Arbeitsgemeinschaft (KAG) document unter dem Arbeitstitel Glöckner zum überwiegenden Teil in Schwarzweiß hergestellten Films kann für den 13. Juni 1985 in der Reihe Angebote des Berliner Kinos Babylon nachgewiesen werden. Die erste Ausstrahlung im Fernsehen erfolgte im 1. Programm des Fernsehens der DDR am 16. Januar 1986.
Für die Dramaturgie war Annerose Richter zuständig, der Text wurde von Jürgen Böttcher verfasst und gesprochen.

## Kritik
Gisela Harkenthal schreibt über den Film in einem Artikel über die DEFA-Produktionen von Dokumentarfilmen des Jahres 1985 in der Berliner Zeitung:

„Böttchers feinnervige, behutsame Annäherung an den 96-jährigen Dresdner Maler paart sich ideal mit Plenerts sensibler, entdeckungsfreudiger Kamera, die unaufdringlich Kunst im Entstehen festhält.“

## Auszeichnungen
- 1985: Zentrale Arbeitsgemeinschaft Filmklubs beim Ministerium für Kultur (DDR): Findling (Bester Dokumentarfilm des Jahres 1985)[4]